# Paul Pogba
Paul Labile Pogba, född 15 mars 1993 i Lagny-sur-Marne utanför Paris, är en fransk fotbollsspelare (mittfältare) av guineansk härkomst som spelar för AS Monaco. Han har även representerat det franska landslaget.

## Biografi
Pogba började sin karriär i lokala föreningar i Paris innan han flyttade till Le Havre 2007. Där spelade han i två år innan han skrev på för Manchester United 2009. Den 3 juli 2012 bekräftade Uniteds manager Sir Alex Ferguson att Pogba inte hade skrivit på ett nytt kontrakt och lämnade därmed klubben för att skriva på för Juventus. Efter fyra år i Juventus återvände han 2016 till Manchester United.
Pogba har representerat Frankrikes ungdomslandslag på alla nivåer som han har varit berättigad till. Han har spelat i både U16, U17, U18 och U19-landslaget. Han representerade Frankrikes A-lag i EM 2016, och han vann VM-guld med Frankrike i VM 2018. Han gjorde ett av Frankrikes fyra mål i finalmatchen mot Kroatien.
Han blev tidernas dyraste spelare och köptes tillbaka från Juventus av Manchester United 2016 för cirka 1 miljard kronor, en titel han behöll tills Paris Saint-Germain köpte Neymar ett år senare för cirka 2,2 miljarder kronor.
Pogba återvände till Juventus under försäsongen 2022/23 efter sex år med Manchester United. 2023 riskerade Pogba flera års avstängning eftersom han testades positivt för dopning, vilket ledde till att Juventus ville bryta hans kontrakt i förtid.

## Privatliv
Pogba föddes den 15 mars 1993 i Roissy-en-Brie, en parisisk förort, av guineanska föräldrar. Han har två äldre bröder.
Paul Pogba fick i början av december 2013 ta emot priset för bästa unga fotbollsspelare i Europa.

## Meriter

### Klubblag

#### Juventus
- Serie A: 2012/2013, 2013/2014, 2014/2015, 2015/2016
- Coppa Italia: 2014/2015, 2015/2016
- Supercoppa italiana: 2013, 2015

#### Manchester United
- EFL Cup : 2016/2017
- Uefa Europa League : 2016/2017

### Internationellt
- U20-VM: 2013
- U16-EM: 2009

#### Frankrike
- EM 2016: Silver

- VM 2018: Guld
- Uefa Nations League: 2020/2021

### Individuella
- Golden Boy: 2013
- Årets lag i Serie A: 2013/2014, 2014/2015
- Bravo Award: 2014
- UEFA Team of the Year: 2015
- FIFA FIFPro World XI: 2015